# Ascraeus Mons
Ascraeus Mons – najbardziej wysunięty na północ z trzech wielkich wulkanów tarczowych formacji Tharsis Montes w regionie Tharsis na Marsie. Jest to drugi pod względem wysokości szczyt na tej planecie. Wznosi się na wysokość ponad 15 km ponad otaczającą wyżynę.
Decyzją Międzynarodowej Unii Astronomicznej w 1973 roku nazwa tego obszaru pochodzi od cechy albedo, dostrzeżonej na Marsie przez dawnych obserwatorów i nazwanej Ascraeus Lacus. Dopiero w epoce badań kosmicznych okazało się, że jest to potężna góra.

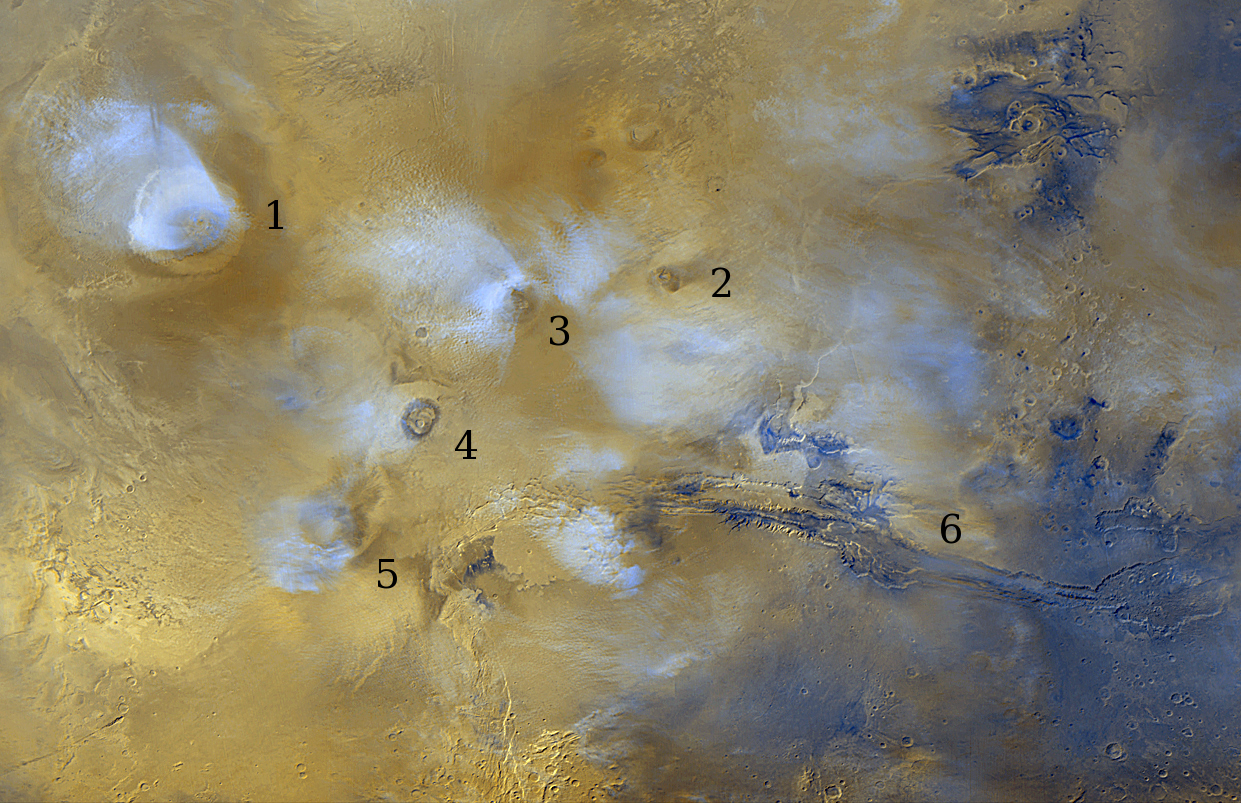
Mapa regionu Tharsis: 1. Olympus Mons
2. Tharsis Tholus
3. Ascraeus Mons
4. Pavonis Mons
5. Arsia Mons
6. Valles Marineris

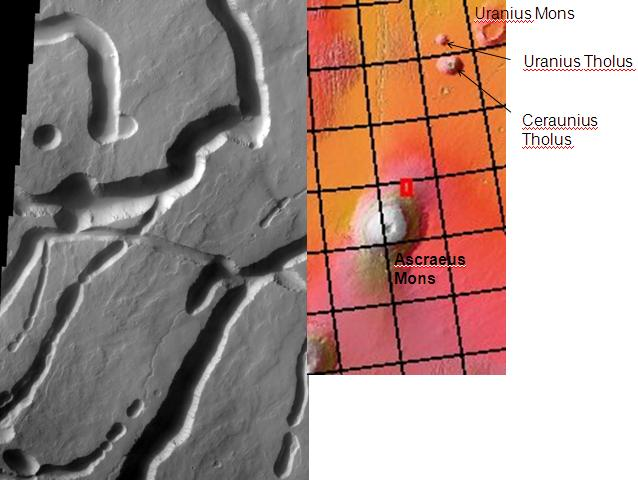
Formacje o kształcie kanałów u północno-wschodnich stóp Ascraeus Mons, będące prawdopodobnie zapadniętymi jaskiniami lawowymi